# Bradypodion ngomeense
Bradypodion ngomeense (нгомейський карликовий хамелеон) — вид ігуаноподібних ящірок родини хамелеонових (Chamaeleonidae). Ендемік Південно-Африканської Республіки.

## Поширення і екологія
Нгомейські карликові хамелеони мешкають в лісі Нгоме в горах Квазулу-Наталю. Вони живуть в гірських афропомірних лісах.

## Збереження
МСОП класифікує цей вид як вразливий. Bradypodion ngomeense загрожує знищення природного середовища.